# Bitter CD
Der Bitter CD war ein von Herbst 1973 bis Ende 1979 hergestellter Sportwagen des deutschen Automobilherstellers Bitter, der amerikanische und deutsche Technik mit einer Fließheckkarosserie in italienischem Stil verband.

## Vorgeschichte
Der Bitter CD geht konzeptionell auf den Intermeccanica Italia zurück, einen in Turin hergestellten Sportwagen mit Kunststoffkarosserie, der mit Antriebstechnik von Ford ausgestattet war. Dieses in erster Linie für den amerikanischen Markt gedachte Fahrzeug wurde ab 1969 von Erich Bitter nach Deutschland importiert. Bitter nahm für den deutschen Markt einige Änderungen am Fahrwerk vor.
Die 1970 angestellte Überlegung, den Italia künftig mit Technik von General-Motors zu versehen, ließ sich nicht umsetzen, da der Italia, der in seiner Konzeption auf das Jahr 1963 zurückging, derartig tiefgreifende Veränderungen nicht zuließ. Stattdessen entwickelten Bitter und Costruzione Automobili Intermeccanica ein neues Modell, den Intermeccanica Indra, der als Stufen- und Fließheckcoupé sowie als Cabriolet konzipiert war und auf den technischen Komponenten des Opel Diplomat beruhte.
Der österreichische Ingenieur Friedrich „Fritz“ Indra fährt zwar selbst einen Indra, war aber nicht an der Entwicklung beteiligt, wie gelegentlich behauptet wird. Der Modellname ist je nach Quelle auf die Hindu-Göttin Indra oder auf einen Schlager von Udo Jürgens zurückzuführen.
Das Fahrzeug wurde weiterhin in Turin hergestellt und als Intermeccanica verkauft. Bitter sorgte für den Vertrieb in Europa, zeigte sich aber früh mit dem seiner Ansicht nach unzureichenden Qualitätsstandard der italienischen Karosserien unzufrieden. Daraus erwuchs 1971 Bitters Entscheidung, künftig ein eigenes, sehr ähnlich konzipiertes Auto anzubieten. Opel unterstützte das Projekt von Anfang an, da das Coupé geeignet war, den eigenen Produkten mehr Prestige zu verschaffen.

## Die Entwicklung
Der Bitter CD wurde von Erich Bitter in enger Zusammenarbeit mit Opel und dem Stuttgarter Karosseriehersteller Baur entwickelt. Opel stellte nicht nur die Antriebstechnik des Opel Diplomat bereit, sondern war auch an der Vorentwicklung der selbsttragenden Karosserie beteiligt. Die Details der Entwicklungsarbeit wurden indes bei Baur durchgeführt.
Auch das Karosseriedesign des CD hat mehrere Väter. Basis des Entwurfs war eine Studie von Opels damaligem Design-Chef Charles „Chuck“ Jordan, die eine lange Motorhaube, eine knappe, weit hinten positionierte Fahrgastzelle und ein Fließheck vorsah; besonderes Merkmal des Wagens war eine Einheit aus Frontscheibe, Dach und Seitenteilen, die hochklappbar war und anstelle konventioneller Türen den Zugang zum Innenraum ermöglichte.

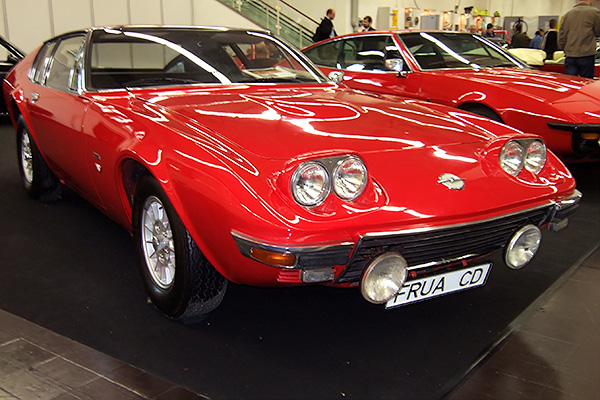
Einer von zwei Prototypen des Frua CD

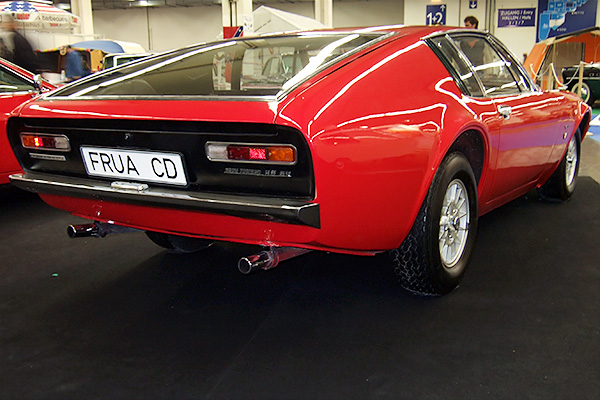
Heckansicht des Frua CD

Das auf Opel Diplomat-Technik beruhende Fahrzeug wurde 1969 auf der Internationalen Automobilausstellung in Frankfurt als „Coupé Diplomat“ gezeigt und sorgte dort für Aufsehen, so dass der italienische Designer Pietro Frua damit beauftragt wurde, eine serientaugliche Version dieses Entwurfs zu entwickeln. Fruas Entwurf wurde als „Frua CD“ auf dem Pariser Auto-Salon 1970 präsentiert und in der folgenden Zeit eingehend von Opel geprüft.
Aus diesem Entwurf gestalteten Opel-Designer unter Mitwirkung Erich Bitters letztlich die Fließheck-Karosserie des Bitter CD, die in ihrem Layout und in zahlreichen Details an Giorgetto Giugiaros Maserati Ghibli erinnerte. Das Maß des Einflusses, den Erich Bitter tatsächlich auf die Formgebung des Coupés nahm, ist im Einzelnen umstritten. Im Detail wurden zahlreiche Anbauteile von Opel verwendet; die Rückleuchten allerdings stammten (wie beim Lamborghini Espada oder beim Iso Fidia) vom Fiat 124 Coupé.
Der Bitter CD wurde im September 1973 auf der Frankfurter IAA der Öffentlichkeit als Bitter Diplomat CD vorgestellt. Der Zusatz „Diplomat“ entfiel später auf vielfachen Kundenwunsch. Als Verkaufspreis wurden 60.000 DM angegeben. Nach Abschluss der IAA hatte Bitter etwa 200 Bestellungen für seinen CD erhalten. Infolge der ersten Ölkrise sprangen später zahlreiche Besteller wieder ab. Gleichwohl gelang es Bitter, im ersten Jahr der Produktion 70 CDs zu verkaufen, während gleichzeitig etablierte Konkurrenten wie Iso Rivolta oder Jensen Insolvenz anmeldeten oder von Insolvenz bedroht waren.

## Technik
Der Bitter CD beruht technisch auf dem Opel Diplomat B.
Er war, wie dieser, mit einem 5,4 Liter großen Achtzylinder-Motor von Chevrolet ausgestattet, allerdings nicht in der amerikanischen Version, sondern in der Bearbeitungsstufe, die auch im großen Opel Diplomat eingesetzt wurde. Damit hatte er eine Leistung von 169 kW (230 DIN-PS).

### Technische Daten
|                                | Bitter CD                                                                                  |
| Bauzeitraum                    | 1973–1979                                                                                  |
| Motorkenndaten                 |                                                                                            |
| Motorkennung                   | Chevrolet 5,4                                                                              |
| Motortyp                       | 8 Zylinder V-Motor (90°)                                                                   |
| Ventilsteuerung                | Hängende Ventile, Stoßstangen und Kipphebel (zentral untenliegende Nockenwelle, Zahnkette) |
| Gemischaufbereitung            | 1 Vierfach-Fallstromvergaser Rochester Quadra-jet mit Startautomatik                       |
| Kühlung                        | Wasserkühlung (14,5 Liter Wasser)                                                          |
| Bohrung × Hub                  | 101,6 mm × 82,6 mm                                                                         |
| Hubraum                        | 5354 cm³                                                                                   |
| Verdichtungsverhältnis         | 10,0:1                                                                                     |
| max. Leistung bei min−1        | 169 kW (230 PS)/ 4700                                                                      |
| max. Drehmoment bei min−1      | 427 Nm/ 3100                                                                               |
| Kraftübertragung               |                                                                                            |
| Antrieb                        | Hinterradantrieb                                                                           |
| Getriebe                       | Turbo Hydra-Matic Hydraulischer Wandler 3 Gang-Planetengetriebe                            |
| Übersetzung 1. Gang            | I. 2,48                                                                                    |
| Übersetzung 2. Gang            | II. 1,48                                                                                   |
| Übersetzung 3. Gang            | III. 1,00                                                                                  |
| Messwerte                      |                                                                                            |
| Höchstgeschwindigkeit          | 209 km/h                                                                                   |
| Beschleunigung, 0–100 km/h     | 10 s                                                                                       |
| Kraftstoffverbrauch auf 100 km | 21 l S                                                                                     |
| Kraftstofftank                 | 80 Liter                                                                                   |
| Quelle:                        |                                                                                            |

## Produktion
Der Bitter CD wurde bei Baur in Stuttgart hergestellt. Die Fertigung endete im Spätherbst 1979, wobei die letzten CD noch bis Mitte 1980 ausgeliefert wurden.
Der Grund für das Ende des CD war, dass die Produktion des Opel Diplomat bereits im Juli 1977 eingestellt worden war und dies nach und nach zu einem Engpass in der Teileversorgung führte. Insgesamt entstanden vom Bitter CD 395 Exemplare.

## Bildergalerie

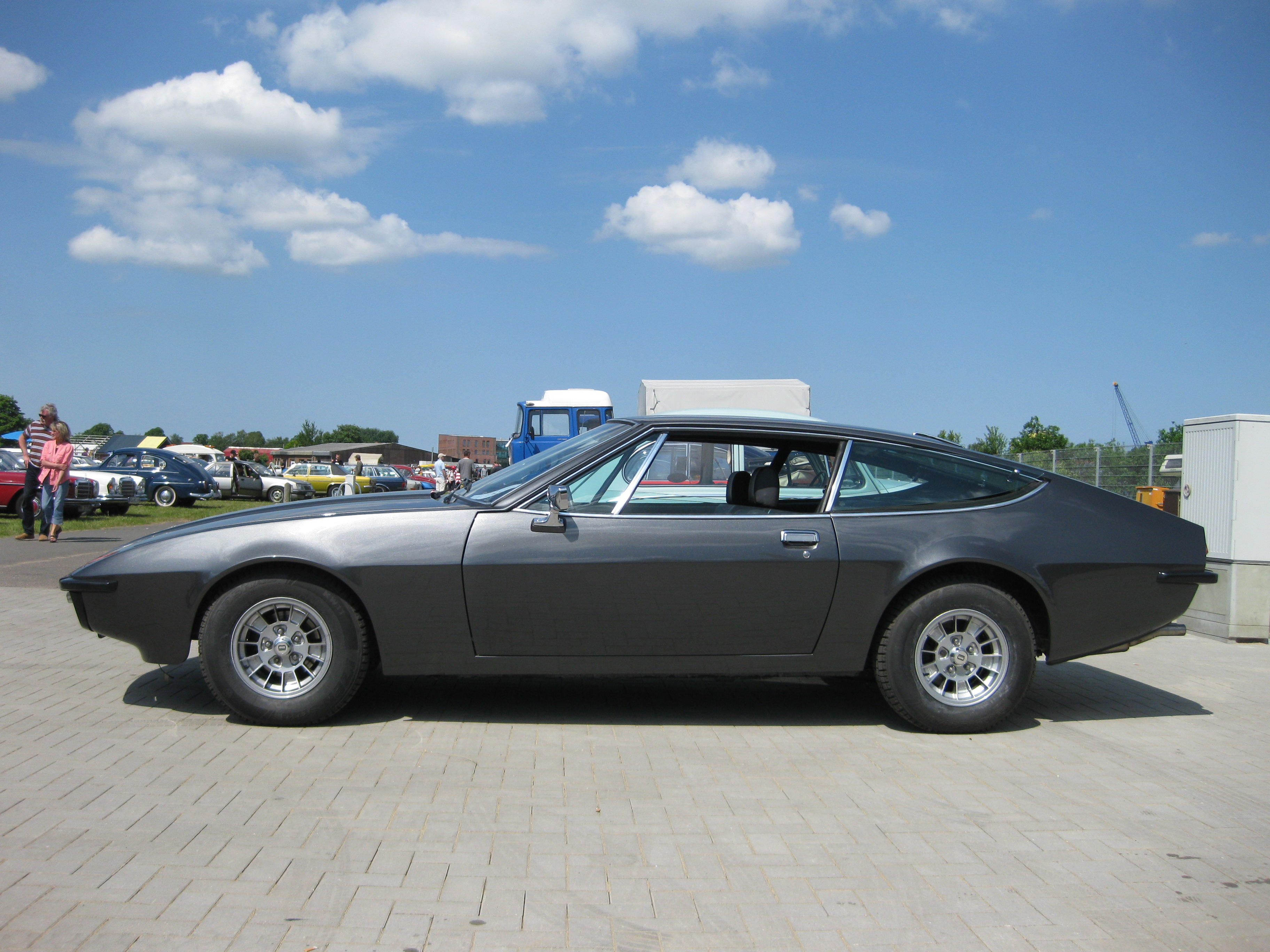
Seitenansicht
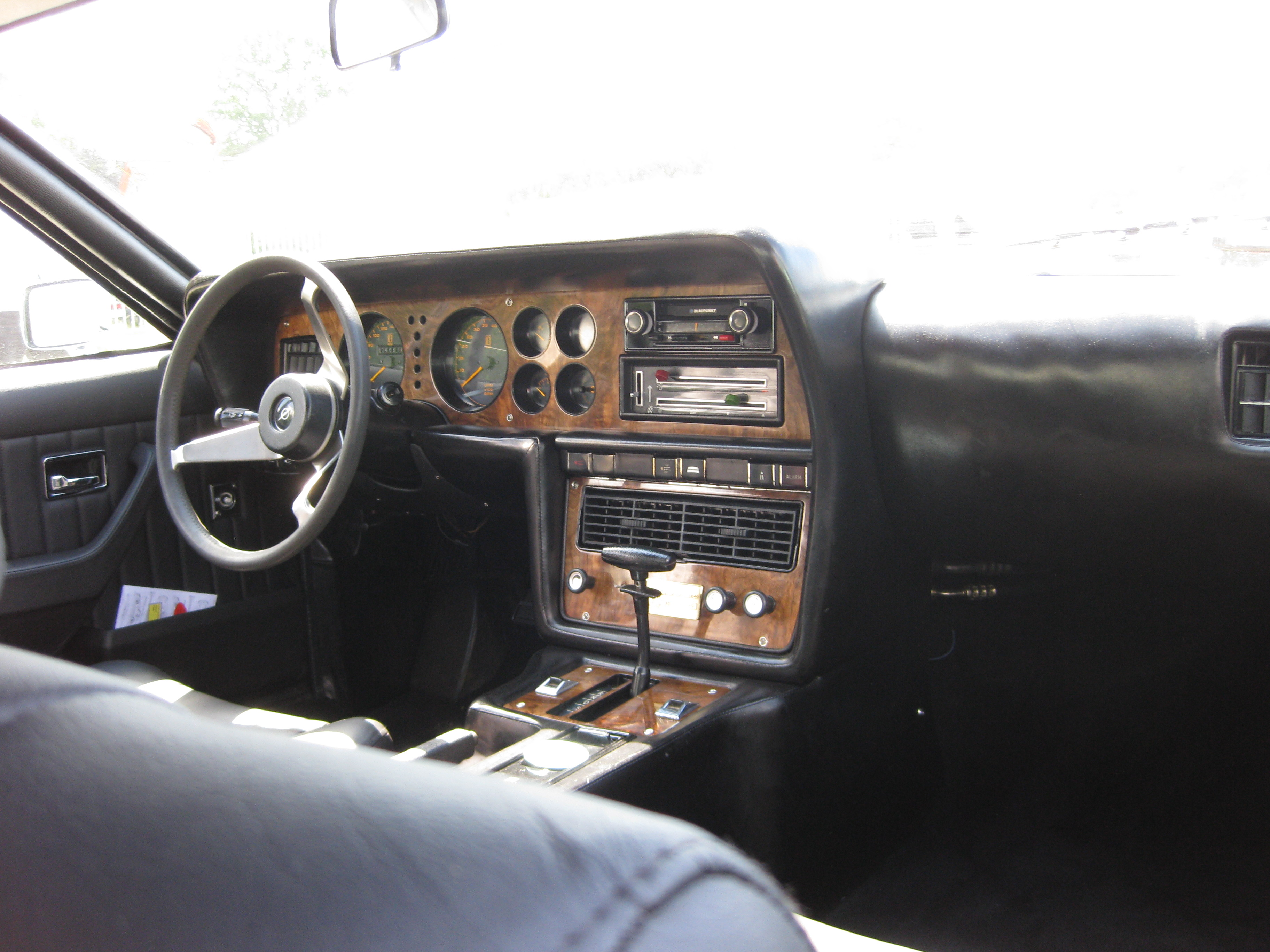
Blick in den Innenraum
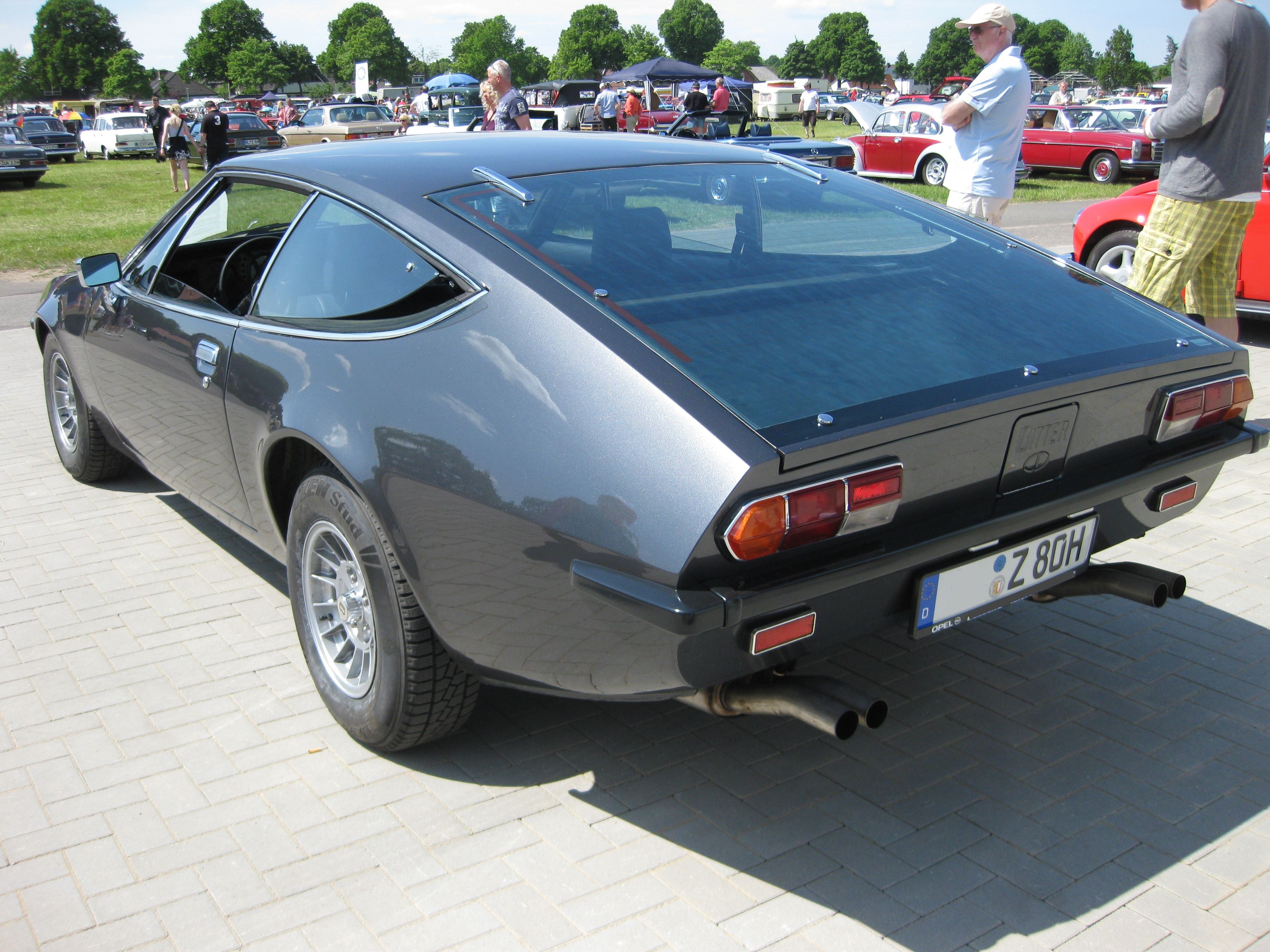
Heckansicht
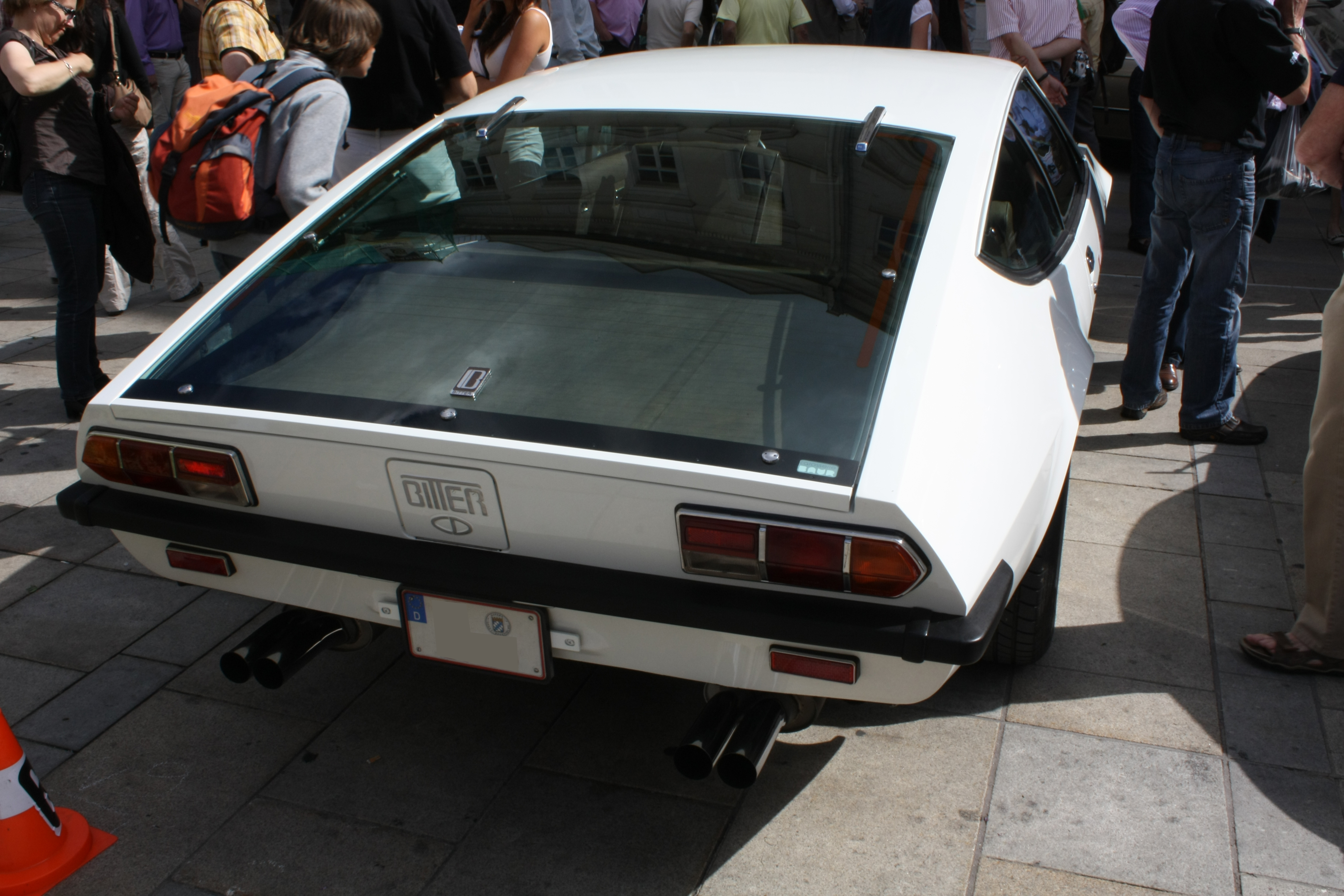
Die Heckscheibe dient zugleich als Kofferraumklappe
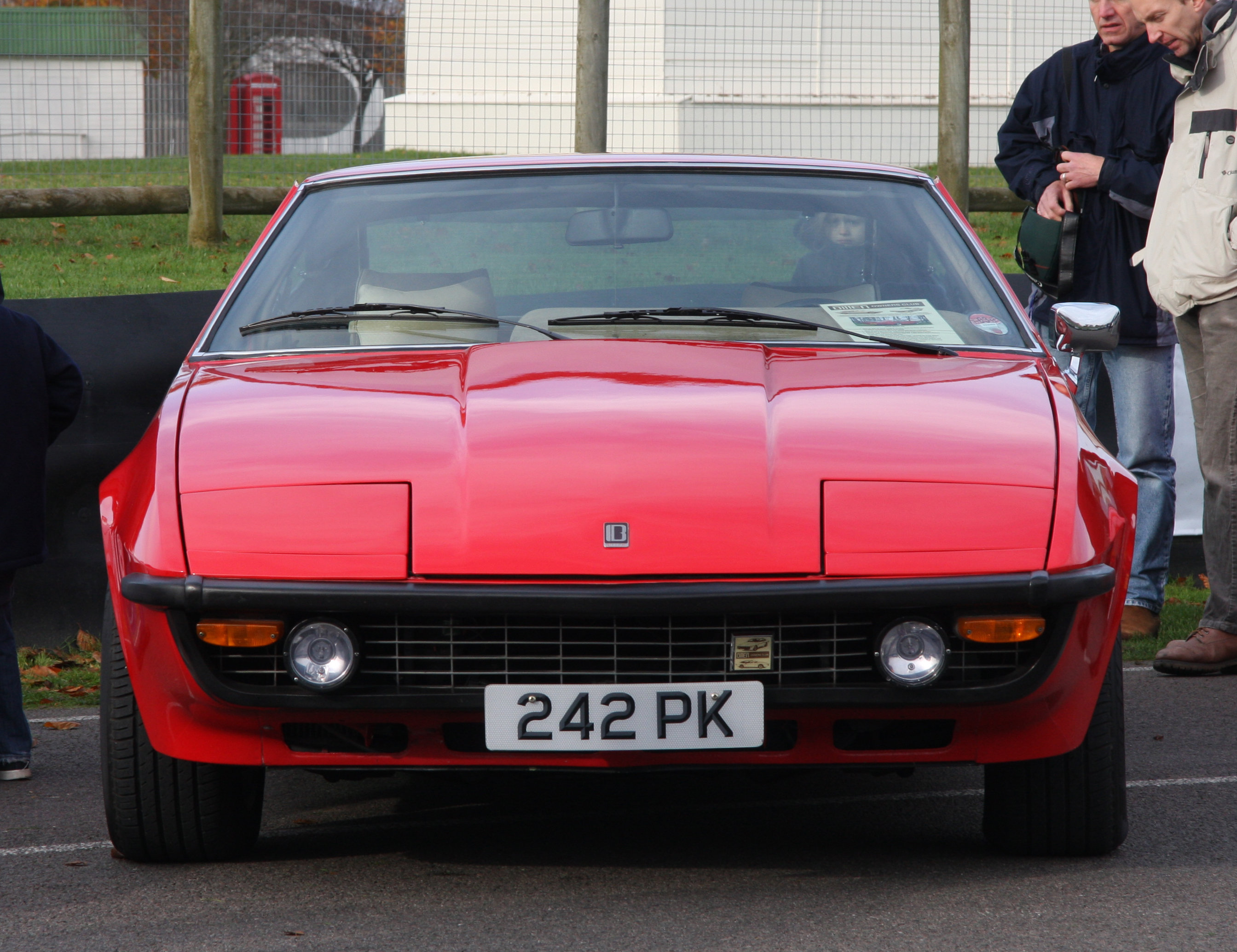
Frontpartie mit Klappscheinwerfern